# Apostolska nunciatura v Mikroneziji
Apostolska nunciatura v Mikroneziji je diplomatsko prestavništvo (veleposlaništvo) Svetega sedeža v Mikroneziji.
Trenutni apostolski nuncij je Charles Daniel Balvo.

## Seznam apostolskih nuncijev
- Patrick Coveney ([[¸5. oktober 1996–25. januar 2005)
- Charles Daniel Balvo (1. april 2005–danes)